# Blattfisch
Der Blattfisch (Monocirrhus polyacanthus) ist ein Süßwasserfisch aus der Familie der Vielstachler (Polycentridae), der im Amazonasbecken und in den von Süden kommenden Nebenflüssen des Orinocos vorkommt.

## Merkmale
Blattfische können eine Standardlänge von 8 cm und eine Gesamtlänge von 10 cm erreichen. Ihr Körper ist oval, seitlich stark abgeflacht und ähnelt in Gestalt und Färbung einem abgestorbenen Blatt. Der Kopf ist zugespitzt, das Maul ist weit vorstülpbar (protaktil). An der Unterkieferspitze steht ein flexibler Bartel, der einem Blattstiel ähnelt. Die Färbung je nach Umgebung kann wechseln. Sie ist in freiem Wasser meist lehmgelb, bräunlich oder dunkelbraun marmoriert. Zwischen Pflanzen nehmen die Fische eine eher grüngelbe Färbung an. Drei Viertel der Schwanzflosse sind beschuppt. Die von Hartstrahlen gestützten Abschnitte von Rücken- und Afterflosse sind genau so gefärbt wie Kopf und Rumpf, die weichstrahligen Abschnitte und der unbeschuppte Teil der Schwanzflosse sind transparent. Der untere Rand des Präoperculums ist glatt.
- Flossenformel: Dorsale XVI–XVII/11–13, Anale XII–XIII/11–14, Pectorale 18–20, Ventrale I/5.
- Schuppenformel 34–38 (mLR)[2]

## Verhalten
Der Blattfisch kommt in weiten Teilen des Amazonasgebietes in langsam fließenden Bächen sowie stehenden Gewässern mit Wasserpflanzenvegetation oder mit reichlich Laub im Wasser vor. Er ernährt sich fast ausschließlich von kleinen Fischen, wobei die tägliche Nahrungsmenge in etwa dem Eigengewicht der Fische entspricht. Die Tiere lassen sich langsam mit der Strömung treiben und halten dabei den Kopf nach unten. Bei aktiver Annäherung an einen Beutefisch bewegen sie ausschließlich die transparenten Abschnitte von Rücken- und Afterflosse. Kommen sie einem Beutefisch nahe, öffnen sie blitzschnell ihr für ihre Größe riesiges Maul und saugen das Futtertier in ihren Schlund. Dabei erreicht die Maulröhre (Maxillarapparat, s. Fischmaul) 60 % der Kopf-Länge. Blattfische sind Substratlaicher und legen ihre Eier vor allem an die vorher gründlich gesäuberte Unterseite von Wasserpflanzenblättern ab. Das Männchen bewacht und befächelt die relativ kleinen Eier mit Frischwasser, bis die fast farblosen Larven nach 3 bis 4 Tagen schlüpfen.